# 伊莉莎白王太后
伊莉莎白·安吉拉·瑪格麗特·鮑斯-萊昂（英語：Elizabeth Angela Marguerite Bowes-Lyon，1900年8月4日—2002年3月30日），在位時称伊莉莎白王后（Queen Elizabeth），為英國國王乔治六世之妻，英國王后兼任末代印度皇后，英國女王伊丽莎白二世之母。丈夫逝世後，為避免與繼承王位的女兒（Queen Elizabeth II）混淆，因此王室其正式頭銜改為女王之母伊莉莎白王后（Queen Elizabeth The Queen Mother），中譯為伊莉莎白王太后。以在二戰中展現的正義形象聞名於世，希特勒甚至形容她是「全歐洲最令我畏懼的女性」。即使王室後來受到诸多非議，形象不如以往，她身為太后，仍有極佳風評，廣受人民愛戴。

## 早年

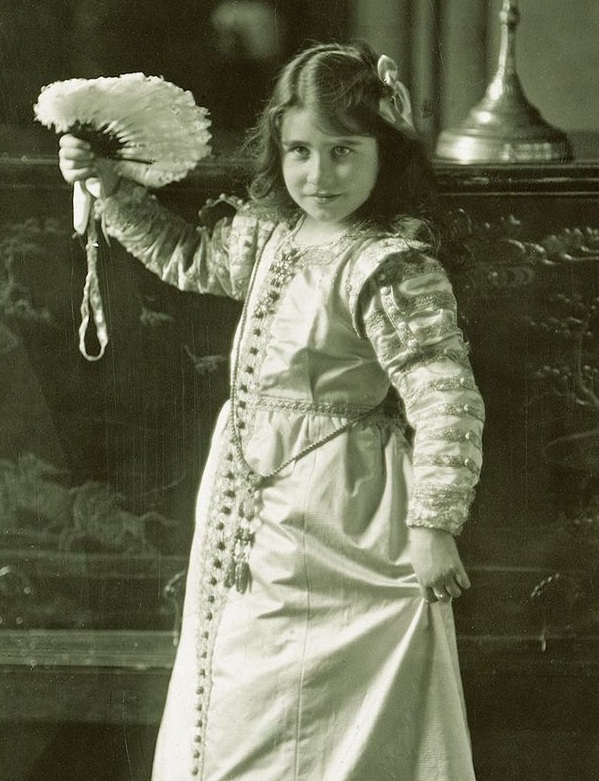
9岁时的伊丽莎白，摄于1909年

伊莉莎白據傳出生於倫敦區（實際地點仍不明確），為家中四女，在十個孩子中行九，由於戶口登記在家族鄉村別墅聖保羅瓦爾登堡而引來衆多訛傳，例如說她外型異於父母或兄弟姊妹，且與前一個小孩相差六歲。都市傳說曾報導她是某愛爾蘭婦人所生的雙胞胎、實際年齡比官方記錄大兩歲等等。
伊莉莎白幼年多在祖宅聖保羅瓦爾登堡和蘇格蘭安格斯格拉姆斯城堡中度過。一戰期間在傷兵療養院工作時，一名曾被她醫治過的士兵在自傳中形容她「『掛拉分』……『掛』戴着鑽石首飾，『拉』駕着上好馬車，『分』住着頂好宮殿」（"Hung, drawn and quartered... hung in diamonds, drawn by the best carriages, and quartered in the finest palaces in the land"）。

## 嫁入王室

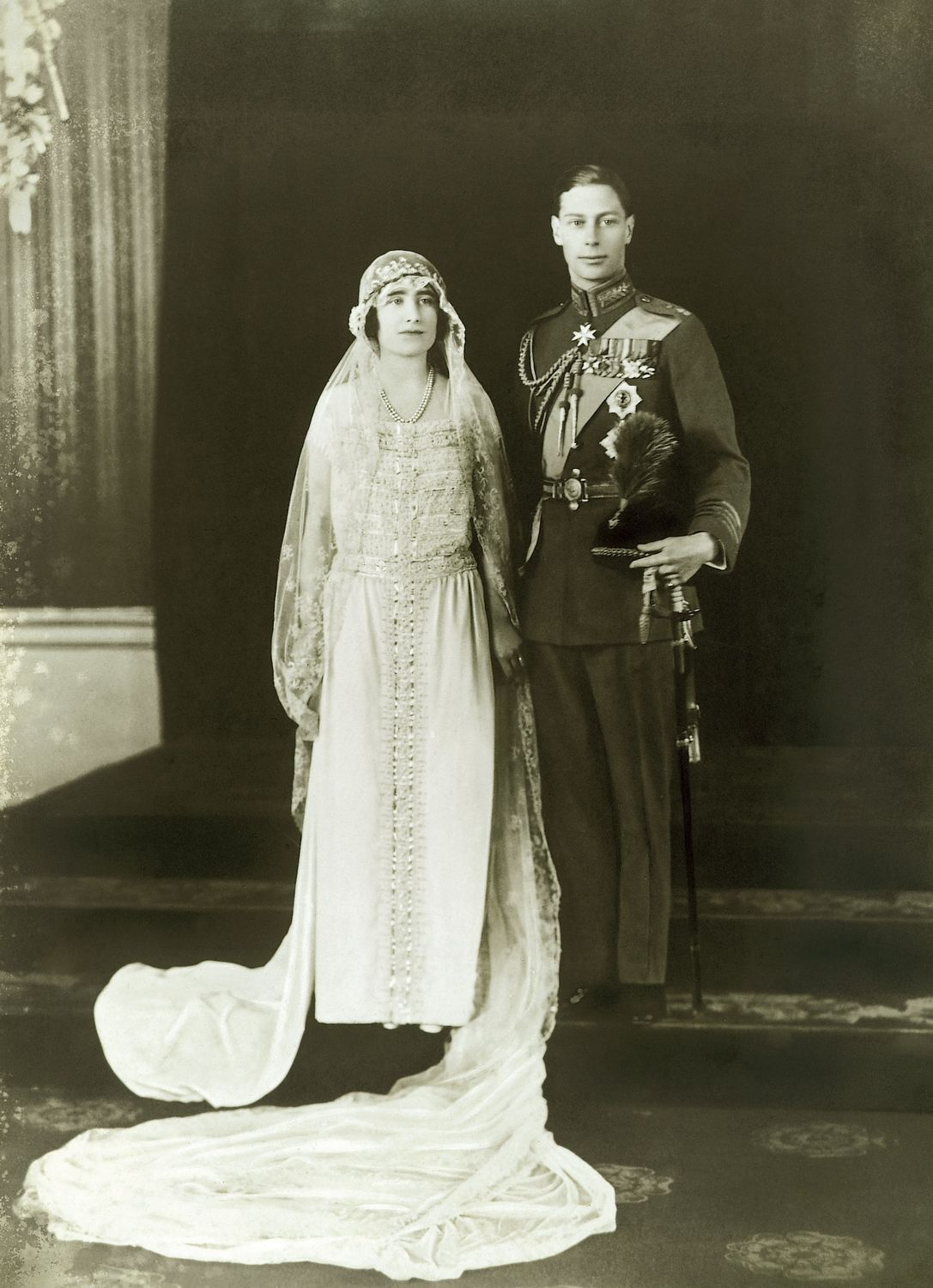
约克公爵阿尔伯特王子(后为乔治六世）和伊丽莎白的婚礼

1921年，伊莉莎白與佐治五世次子阿爾伯特王子（後來的喬治六世）相親，她當時以「我怕以後再也不能自由地生活」拒絕王子的告白。當王子表示非她不娶時，王子之母瑪麗王后下旨把王子的情敵莫瑞伯爵遠派海外，讓他無法與王子競爭，而成就此段姻緣。
阿爾伯特王子夫婦於1923年4月26日在西敏寺舉辦婚禮。婚禮結束後，伊莉莎白出人意料地把捧花留在無名戰士墓。此一先例成為之後英國王室婚禮上的新娘們約定成俗的儀式（僅改為離開教堂時放置）。由於結婚時阿爾伯特王子的正式爵位是約克公爵，因此伊莉莎白婚後也受封為約克公爵夫人，敬稱殿下（Her Royal Highness The Duchess of York）。夫妻新婚後先去莱西·波尔斯登的蘇里度蜜月，之後再到蘇格蘭。
1926年，公爵夫人誕下長女伊莉莎白公主（後來的女王伊麗莎白二世），四年後，次女瑪格麗特公主出生。

## 王后生涯

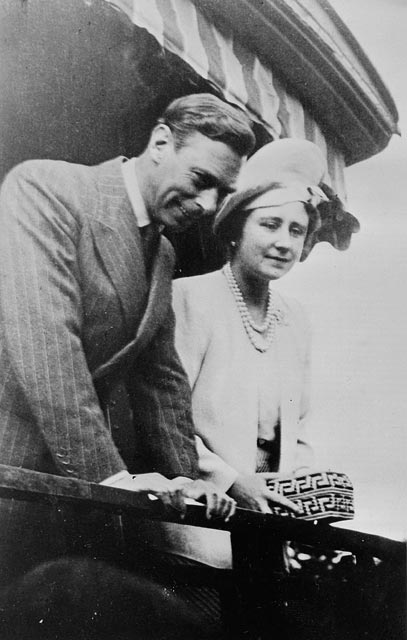
英王喬治六世和伊莉莎白王后（右）

1936年1月20日喬治五世駕崩，繼位的愛德華八世想迎娶华里丝·辛普森而不見容於當時的法律與社會，長公主玛丽勸告愛德華：「人民不會接受她成為王后，若堅持這段婚姻，您將被要求退位。」最後愛德華八世決定讓位給從未想成為國王、也很少受過相關訓練的弟弟阿爾伯特（後來的喬治六世），並和辛普森結婚。據傳阿爾伯特在得知此消息時當場淚流滿面，伊莉莎白也從未原諒愛德華的這個決定。愛德華國王退位後受封為溫莎公爵殿下（辛普森夫人因而獲銜溫莎公爵夫人閣下）。
1937年5月12日，阿爾伯特與伊莉莎白加冕為英國國王與王后及印度皇帝與皇后（1947年印度自治後即放棄皇帝與皇后尊號），伊莉莎白加冕用冠係修改自瑪麗皇后者，王冠前方鑲嵌名叫光之山的鑽石，頂部為可拆的鑲飾拱頂（1953年她配戴無拱頂的王冠出席長女伊莉莎白二世的加冕大典）。

### 巡訪加拿大
1939年6月，國王伉儷成為首位訪問加拿大與美國的英國君主，各地發起自發性的歡迎活動（除了某些抵制他们访美的爱尔兰裔众议员），改變了大眾原本認為喬治六世只是替代愛德華八世的觀念。這次訪問中，一位一戰的退役軍人問伊莉莎白：「妳是蘇格蘭人還是英格蘭人？」，她立刻答道：「我是加拿大人」。這個回答在加拿大被傳頌不已，後來伊莉莎白也曾說：「加拿大造就了我們」，他們也經常再以官方或是私人的行程到訪。

### 第二次世界大戰
第二次世界大戰期間，國王伉儷成為抗戰的精神象徵，伊莉莎白拒絕離開倫敦並公開說道：「孩子不會離開我，我不會離開國王，而國王絕不離開這裡。」他們常巡視受納粹德國空軍轟炸的倫敦，特別是倫敦碼頭東區。起初，衣装华丽的王后不受东区贫穷而受战火之难的百姓欢迎。但白金漢宮的大部分建築在轟炸中被破壞殆盡之后，伊莉莎白道：「現在我能正视倫敦碼頭東區的百姓了！」轟炸期間，國王伉儷白天仍住在白金漢宮，晚上則在離倫敦20哩（約35公里）的溫莎堡過夜以維安全，公主們亦在溫莎堡度過戰時歲月。
由於她鼓舞了全國人民的信心，連希特勒也說：「邱吉爾是歐洲中最令我畏懼的男人，她是最令我畏懼的女人。」然而，在一、二次大戰之間，國王夫婦就像多數國會議員與民眾一樣，曾力贊張伯倫的綏靖政策認為應該不惜一切成本避免戰爭爆發，然適得其反。

## 王太后（1952年－2002年）

### 寡居中的新角色
1952年丈夫駕崩，伊莉莎白改銜「伊莉莎白王后，女王之母」，採用此頭銜係因稱「伊莉莎白王后」（Queen Elizabeth）會與長女伊莉莎白二世（Queen Elizabeth II）太像，一般她常被稱為「王母」（或簡稱）。
1953-1954年，在女兒伊莉莎白二世重新踏上因父親去世而中斷的英聯邦之旅期間，伊莉莎白王太后擔任國務顧問並幫忙照看外孫查爾斯和外孫女安妮。她也在1959年2月出訪肯尼亞和烏幹達。

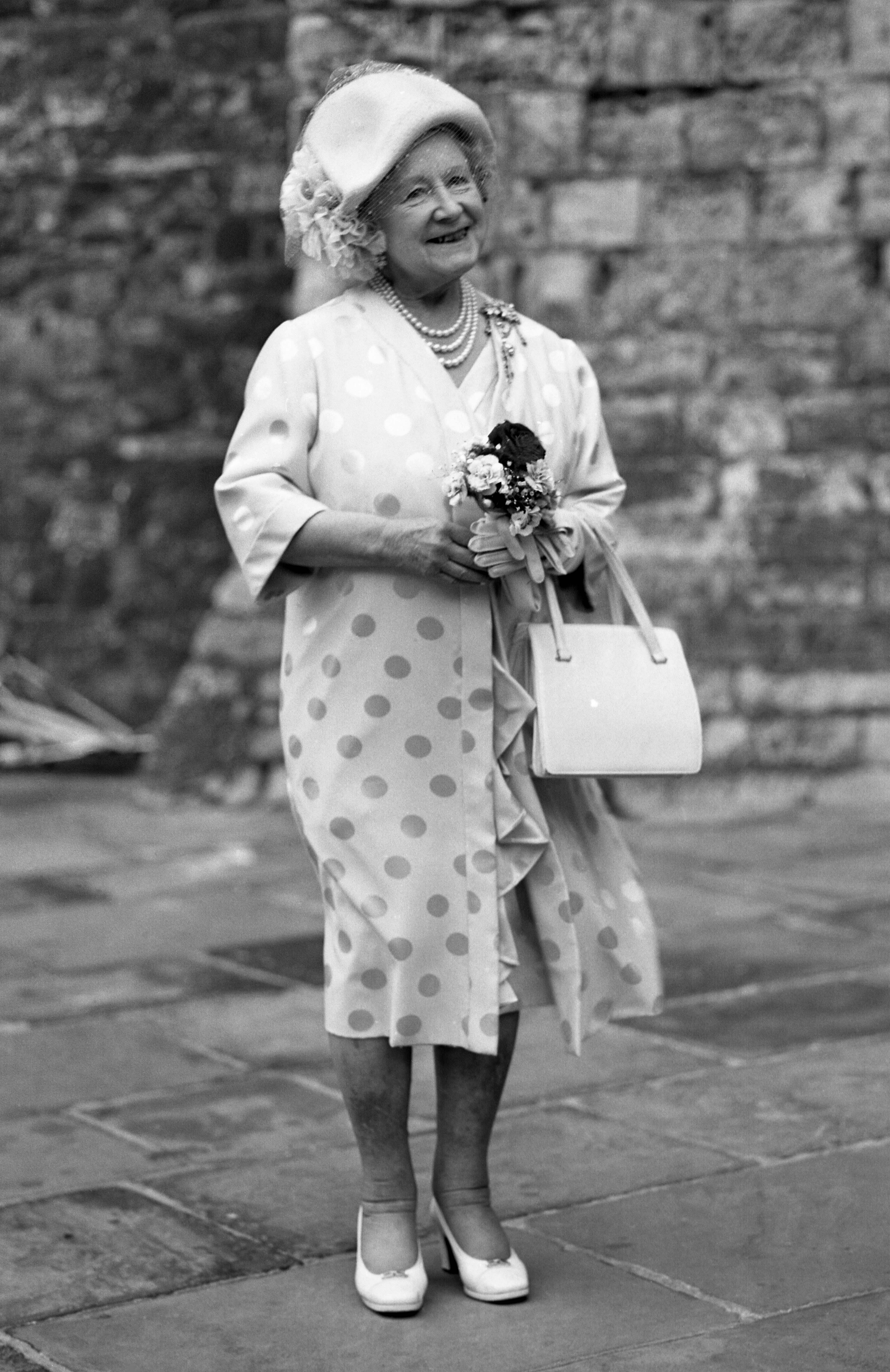
伊丽莎白在多佛爾城堡（艾伦·沃伦摄）

在丈夫過世後，邱吉爾得知伊莉莎白曾與亡夫通靈，基於擔憂而極力勸說她停止退休計畫，由此伊莉莎白重拾公眾事務，變得跟以前還是王后時一樣忙碌，她在蘇格蘭凱瑟尼斯海岸負責監督梅伊城堡的修復工作，這裡後來也成為她最喜歡的居所。
在戴安娜王妃與查爾斯王子結婚前，她都是英國王室中最受愛戴者，迷人且戲劇性的本性也使她異於眾人，她穿戴翹緣帽搭配網紗及褶襉狀衣服等獨特打扮，成為皇家穿著中的特殊形式。
這些和藹迷人的魅力背後所展現的是一位精明幹練且意志堅毅的女性，她在公爵伉儷時期的抱負以及在眾多壓力下的堪忍，給予喬治六世的堅定支持，處處顯示出她的幹練與堅毅。部分史家認為，喬治六世性格內向羞澀且口吃嚴重，是她在背後給予強大支持而挽救了英國王室。與同時代的人一樣具有「絕不抱怨、絕不推諉」的人生觀，這個信念也幫助她度過許多人生困境。
她喜愛克勞德·莫奈、奧古斯都·約翰、彼得·卡爾·法貝熱等藝術家的作品，這些瑰寶在其身後均被送至皇家收藏院。

### 百歲年華
伊莉莎白以長壽為眾周知、廣受民眾愛戴，也使英國君主政治體系得以維持，她的百歲壽辰慶典以多種方式進行，其中包括以她人生重要事件為主題的遊行，即便已百歲高齡，她仍堅持站立著觀賞完歷時一小時的遊行。

### 趣聞
在喬治五世的嚴厲要求下，伊莉莎白算是被迫與喬治六世結婚，此後伊莉莎白不願舊事重演，與其利用威權強迫，她更喜歡使用客氣而勸誡的口吻。
報章媒體也常引用王太后某些坦率、嘲諷甚至發人省思的妙語：
一次在經過拿著石頭丟車子的年輕人群，伊莉莎白搖下車窗制止時說：「不知道美國的遊客看到這樣的狀況會怎麼想？」（Whatever would American tourists think?）
一次晚宴中，她對一群退伍軍人問道：「不知道除了我以外，是不是還有人也覺得自己變年輕了？」
她在一次午餐中，勸阻伊莉莎白二世喝第二杯酒時說：「這樣好嗎，親愛的？妳還得为一整個下午的王呢！」
在一次參加慶典聚會的過程中，伊莉莎白由同志作家諾爾·寇威爾爵士陪同步上站有衛兵的階梯，伊莉莎白注意到爵士的視線在士兵間游移閃爍，她不疾不徐地說道：「我要是你，我就不會這樣（对他们参生鬼主意），他們在把衛兵擺上去前就先數過啦！」
伊莉莎白的男性管家、私人僕役，主要由同志擔任，她將其中比較女性化的年輕人戲稱為「王后」（queens）。有一次，太后的管家威廉·塔倫與男友雷金納德·威爾科克（Reginald Wilcock）爭執，一直沒有把酒送去給她，太后就說道：「你們幾個王后，可以把酒拿過來給我這個太后了嗎？」根據一份2002年在《觀察家報》文章上的記載，70年代保守黨領袖曾經向太后建議，不要雇用同志僕人，她回答：「（如果這樣）我們就不得不自助服务了（self-service）！」。

## 逝世

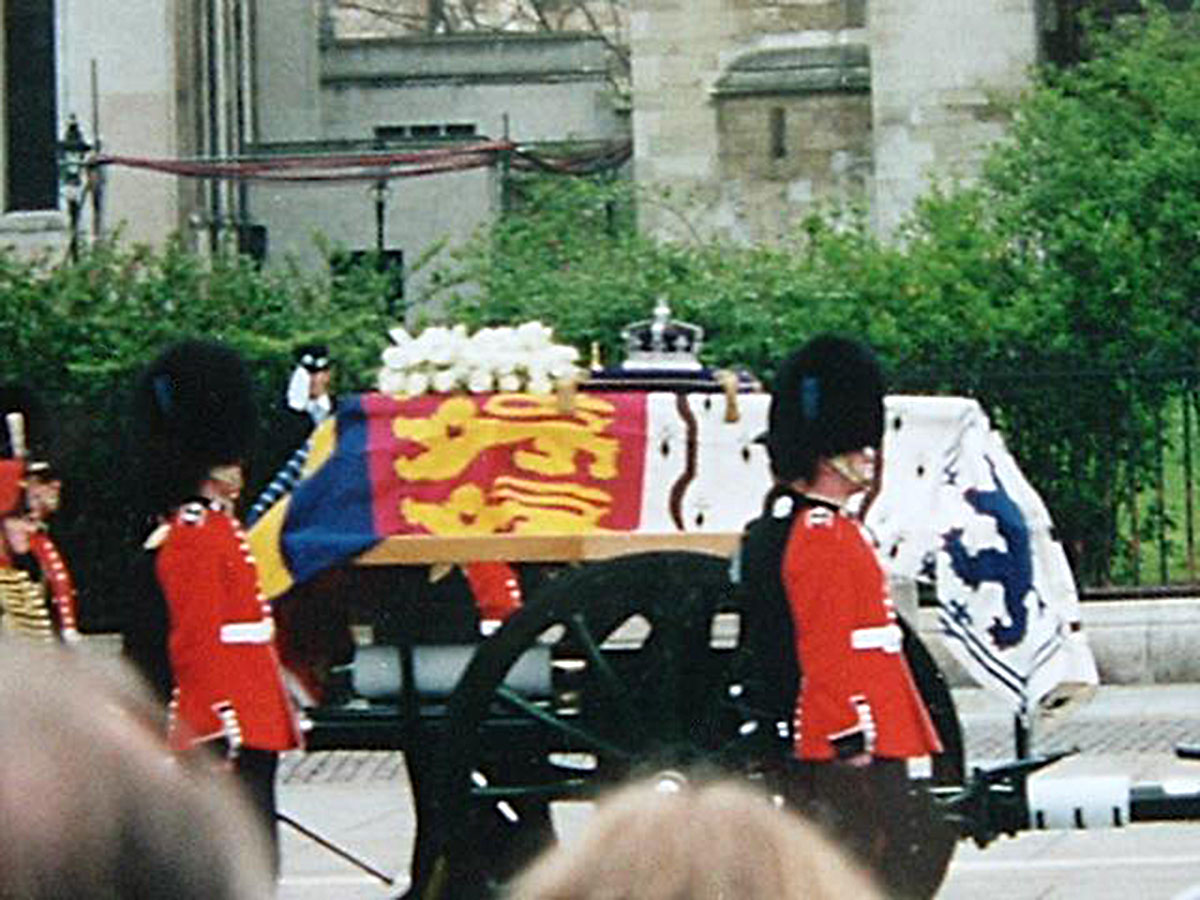
伊莉莎白王太后的送葬隊伍

王太后最後的公開活動是2002年2月15日出席么女瑪格麗特公主的葬禮，一個多月後（3月30日）王太后於溫莎城堡皇家小屋逝世，享嵩壽101歲，為當時王室最長壽成員。在停靈西敏宮西敏大廳的三天中，有超過20萬人前來悼念，4月9日葬禮當天，逾百萬人沿著倫敦中央道路兩旁綿延到溫莎城堡，她與丈夫、小女兒一同長眠在於溫莎城堡聖喬治教堂中的英皇佐治六世紀念教堂（長女伊莉莎白二世伉儷也於2022年9月20日入葬同處）。依其遺囑，棺木上的花圈在葬禮後被送到西敏寺的無名戰士墓。

## 爭議
儘管是近代最受歡迎的皇室人物，王太后仍多次受到非議。

### 《皇室成員》內的爭議
凯蒂·凯莉備受爭議的書籍《皇室成員》宣稱王太后在二戰時並未遵守定量配給規定，又指出王太后對黑人帶有種族歧視，然而這本著作並沒有在英國發行，出版商也被迫將該書送交誹謗法庭審理，其中許多說明都被標記為來源不明。

### 賽馬
她終生對賽馬活動樂此不疲。傳聞王太后在顧資銀行有多個透支數百萬的帳戶，她如賭徒般熱愛賽馬，據說在其住所與賭馬商間有直通線路方便她下注。80年代的英國諷刺電視木偶戲《吐出图像》將她描繪成手上永遠拿著馬經、帶有伯明罕口音的女士，不过，這些帶有詼諧而諷刺的形象也很難被認為是指責。

### 爭議文件
有關王太后在愛德華八世退位後及二戰期間的部分文件至今仍未解禁。國家檔案館原定要解禁的檔案已被暫緩，推測可能包含她對溫莎公爵夫人及戰後英國情勢的一些爭議內容，例如與外交大臣哈利法克斯子爵來往的資料，據信她打算在納粹佔領英國時仍主張維持君主體制，目前這些文件還保留在皇家檔案館中，將在王太后加冕一世紀後的2037年才會解禁。

## 頭銜、榮譽、紋章與旗幟

### 頭銜
- 尊貴的伊莉莎白·鮑斯-萊昂（1900年8月4日－1904年2月16日）
- 伊莉莎白·鮑斯·萊昂 女勋爵（1904年2月16日－1923年4月26日）
- 約克公爵夫人 殿下（1923年4月26日－1927年6月27日）
- 約克公爵夫人 殿下, 受勳（大英帝國勳章/GBE）（1927年6月27日－1931年4月4日）
- 約克公爵夫人 殿下, 受勳（大英帝國勳章/GBE，印度皇冠勳章/CI） （1931年4月4日－1936年12月10日）
- 約克公爵夫人 殿下, 受勳（大英帝國勳章/GBE，印度皇冠勳章/CI，皇家紅十字一等獎章/RRC）（1936年12月10日－12月11日）
- 王后 陛下（1936年12月11日－1952年2月6日）
  - 英属印度：王后—皇后陛下(Her Imperial Majesty The Queen-Empress)（1936年12月11日－1947年8月15日）
- 王太后 陛下（1952年2月6日－2002年3月30日）

### 榮譽
- 英国（英格兰）嘉德大骑士勳位团成员
- 英国（苏格兰）蓟花大骑士勳位团成员
- 印度皇冠大骑士勳位团成员
- 英国皇家维多利亚勳衔
- 英国不列颠帝国大骑士勳位团成员
- 加拿大勳章
- 耶路撒冷圣约翰荣誉骑士团成员。

## 以她命名的事物

### 獎項及紀念徽章
- 香港：皇太后紀念盃

### 建築物
- 英国：
  -  英格兰：伊麗莎白女王醫院, 伯明翰（英语：Queen Elizabeth Hospital, Birmingham）
  -  英格兰：伊麗莎白女王醫院, 金斯林（英语：Queen Elizabeth Hospital, King's Lynn）

### 道路
- 加拿大：伊丽莎白皇后道

## 外部連結
- Official memorial site for HM Queen Elizabeth, The Queen Mother （页面存档备份，存于）
- Remember This - An Elegy on the death of HM QUEEN ELIZABETH,THE QUEEN MOTHER （页面存档备份，存于） by Andrew Motion, Poet Laureate, at the BBC News website.
- Yahoo - Queen Elizabeth the Queen Mother directory category
- Order of Canada Citation
- Telegraph.co.uk- Timeline of the Queen Mother's Life Archive.today的存檔，存档日期2007-03-11
- Royal Family Tree （页面存档备份，存于）